# Joseph K. Bratton

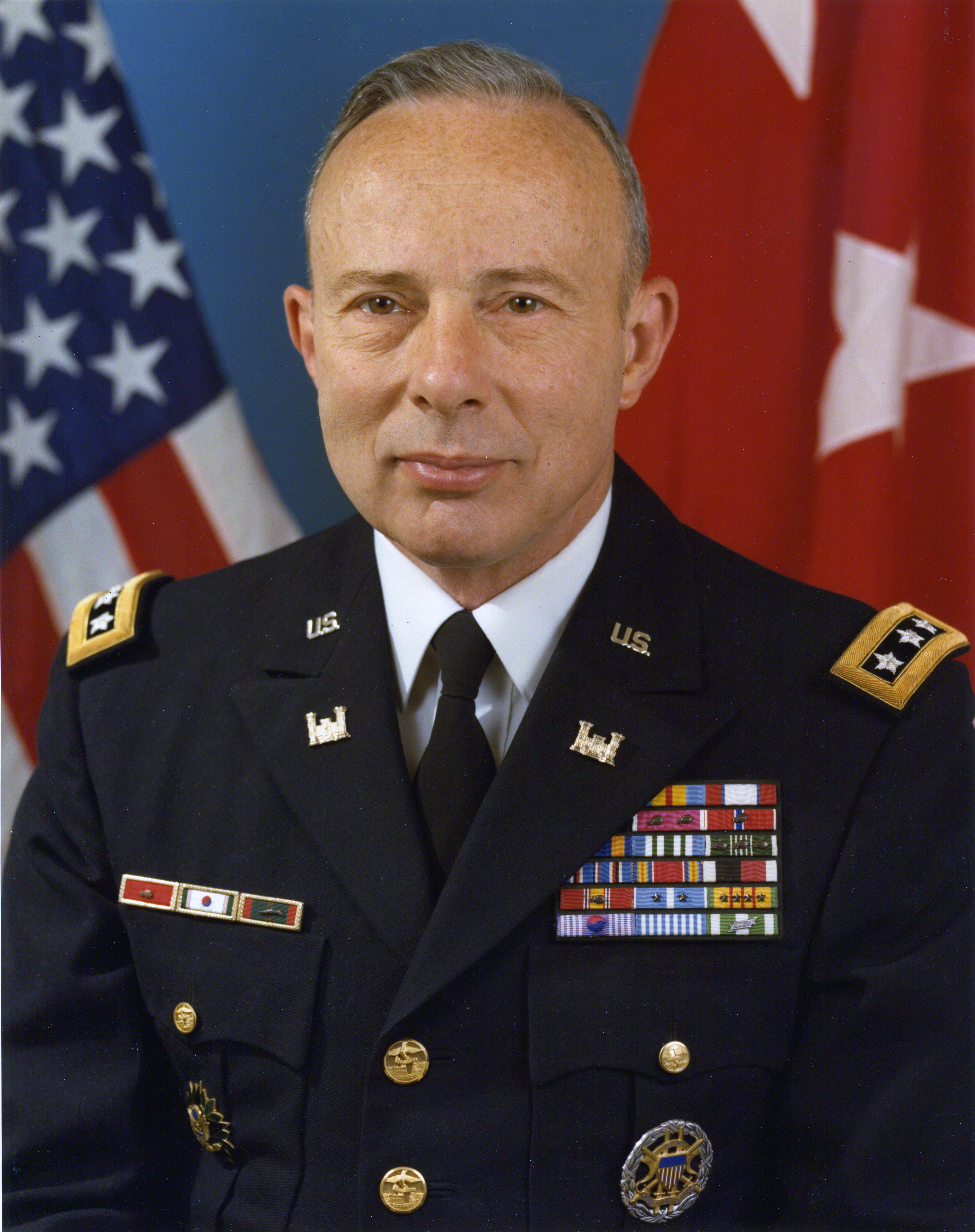
Joseph K. Bratton

Joseph Key Bratton (* 4. April 1926 in Saint Paul, Ramsey County, Minnesota; † 2. Juni 2007 in McLean, Fairfax County, Virginia) war ein Generalleutnant der United States Army. Er war unter anderem Kommandeur des United States Army Corps of Engineers.
In den Jahren 1944 bis 1948 durchlief Joseph Bratton die United States Military Academy in West Point. Nach seiner Graduation wurde er als Leutnant den Pionieren (Corps of Engineers) zugeteilt. In der Armee durchlief er anschließend alle Offiziersränge vom Leutnant bis zum Drei-Sterne-General. In seinen jüngeren Jahren absolvierte er den für Offiziere in den niederen Rangstufen üblichen Dienst in verschiedenen Einheiten und Standorten. Zwischenzeitlich wurde er auch als Stabsoffizier eingesetzt. Als Pionier (Engineer) gehörten in seinen jüngeren Jahren der Hochwasserschutz, der Ausbau von Hafenanlagen und deren militärischer Verteidigung, Flussregulierungen sowie der Bau von Schleusen und Stauwerken sowie Flugplätzen zu seinem Aufgabenbereich.
In den Jahren 1949 bis 1952 war er in Österreich stationiert. Anschließend nahm er an der Endphase des Koreakriegs teil. Er blieb bis 1954 in Südkorea. Ende der 1950er Jahre studierte er am Massachusetts Institute of Technology Nuklearwissenschaft. Es folgten weitere Verwendungen in den Vereinigten Staaten unter anderem auch als Stabsoffizier im Pentagon. In den Jahren 1964 und 1965 war er Kommandeur des 24. Engineer Bataillons, das zur 4. Panzerdivision gehörte, die in Göppingen stationiert war. In den Jahren 1969 und 1970 nahm Bratton als Kommandeur der 159th Engineer Group am Vietnamkrieg teil. Danach wurde er in das Nuklearprogramm des US-Heeres eingebunden. Von 1972 bis 1975 gehörte er dem Supreme Headquarters Allied Powers Europe (SHAPE) an, wo er die Abteilung für nukleare Aktivitäten leitete (Chief of Nuclear Activities, Supreme Headquarters, Allied Powers, Europe). Danach wurde er bis 1979 zur United States Energy Research and Development Administration bzw. dem 1977 entstandenen Energieministerium der Vereinigten Staaten versetzt. Dort hatte Bratton als Director of Military Applications die Funktion eines Verbindungsoffiziers dieser Behörde zu den Streitkräften der Vereinigten Staaten.
Im Jahr 1979 wurde Joseph Bratton Kommandeur der South Atlantic Division des Corps of Engineers. Diesen Posten hatte er bis 1980 inne. Anschließend war er für kurze Zeit stellvertretender Kommandeur des gesamten Corps of Engineers (COE). Im Oktober 1980 erhielt er das Kommando über das COE. In dieser Funktion löste er John W. Morris ab. Er behielt dieses Amt bis zum September 1984, als er von Elvin R. Heiberg III abgelöst wurde. Anschließend ging er in den Ruhestand.
Nach seiner Pensionierung arbeitete Joseph Bratton für die im Ingenieur- und Bauwesen tätige Firma Ralph M. Parsons Corp. Dabei war er in deren Niederlassung in Washington D.C. als Vizepräsident tätig. Im Jahr 1995 zog er nach Melbourne in Florida. Einige Jahre später zog er nach McLean in Virginia, wo er am 2. Juni 2007 verstarb. Bratton hatte mit seiner Frau Louise Bratton (1926–2006) einen 1993 verstorbenen Sohn namens John Bratton. Joseph Bratton fand seine letzte Ruhestätte auf dem amerikanischen Nationalfriedhof Arlington.

## Orden und Auszeichnungen
Joseph Bratton erhielt im Lauf seiner militärischen Laufbahn unter anderem folgende Auszeichnungen:
- Defense Distinguished Service Medal
- Army Distinguished Service Medal
- Legion of Merit
- Bronze Star Medal
- Joint Service Commendation Medal
- Army Commendation Medal
- Army Achievement Medal
- World War II Victory Medal
- Army of Occupation Medal
- National Defense Service Medal
- Korean Service Medal
- Vietnam Service Medal
- Army Service Ribbon
- Overseas Service Ribbon
- Armed Forces Honor Medal
- United Nations Korea Medal
- Vietnam Campaign Medal (Südvietnam)